# Slovenska ves
Slovenska ves (madžarsko Rábatótfalu, nemško Windischdorf, latinsko Villa Sclavorum) je nekdaj samostojno naselje na Madžarskem, ki je danes del Monoštra. Leži nekaj kilometrov od meje s Slovenijo.

## Znane osebnosti
- Alojz Dravec
- Ernest Svetec
- Karel Gašpar
- Irena Pavlič
- Tibor Gécsek